# Charles E. Laughton
Charles E. Laughton (* 4. Juni 1846 im Penobscot County, Maine; † 16. März 1895 in Tacoma, Washington) war ein US-amerikanischer Politiker. Zwischen 1883 und 1887 war er Vizegouverneur des Bundesstaates Nevada; von 1889 bis 1893 übte er das gleiche Amt im Staat Washington aus.

## Werdegang
Charles Laughton studierte Jura und praktizierte danach als Rechtsanwalt. Zu einem unbekannten Zeitpunkt kam er nach Nevada, wo er als Mitglied der Republikanischen Partei eine politische Laufbahn einschlug. Im Jahr 1882 wurde er an der Seite von Jewett W. Adams zum Vizegouverneur von Nevada gewählt. Dieses Amt bekleidete er zwischen 1883 und 1887. Dabei war er Stellvertreter des Gouverneurs und Vorsitzender des Staatssenats. Danach zog er in das Washington-Territorium, wo er Abgeordneter im territorialen Repräsentantenhaus wurde. Nach dem Beitritt zur Union wurde er zum ersten Vizegouverneur des neuen Staates gewählt. Dieses Amt hatte er von 1889 bis 1893 inne. Dabei war er Stellvertreter von Gouverneur Elisha P. Ferry. Auch in Washington war er, wie schon in Nevada, Präsident des Staatssenats. Er starb am 16. März 1895 in Tacoma.